# Ярослав Димек
Ярек Димек (пол. Jarosław Dymek, нар. 21 січня 1971, Мальборк, Польща) — колишній стронгмен із Польщі. Вісім разів брав участь у змаганні Найсильніша людина світу і п'ять разів доходив до фіналу. Найкращий результат — четверте місце у 2005 році. Того ж року він переміг у Найсильнішій Людині Європи. Ця перемога стала найкращою в його кар'єрі. Димек три рази перемагав у командному змаганні Найсильніших Людей Світу. У команді з ним був Маріуш Пудзяновський, з яким і нині підтримує дружні стосунки і тренується.

## Особисті рекорди
- Вивага лежачи — 280 кг
- Мертве зведення — 380 кг
- Присідання зі штангою — 340 кг